# Titularbistum Hadrumetum
Hadrumetum (italienisch: Adrumeto) ist ein Titularbistum der römisch-katholischen Kirche.
Es geht zurück auf ein untergegangenes Bistum der antiken Stadt Hadrumetum in der römischen Provinz Africa proconsularis (später Byzacena) im heutigen Tunesien.
| Titularbischöfe von Hadrumetum |                                         |                                                              |                   |                   |
| Nr.                            | Name                                    | Amt                                                          | von               | bis               |
| 1                              | John Leyburn                            | Apostolischer Vikar von London District (Königreich England) | 24. August 1685   | 20. Juni 1702     |
| 2                              | Salvator-Alexandre-Félix-Carmel Brincat | Weihbischof in Algier (Französisch-Nordafrika)               | 12. Mai 1889      | 2. April 1919     |
| 3                              | Giacinto Gaggia                         | Weihbischof in Brescia (Italien)                             | 29. April 1909    | 28. Oktober 1913  |
| 4                              | Jean-Marie Bourchany                    | Weihbischof in Lyon-Vienne (Frankreich)                      | 13. Januar 1914   | 27. November 1931 |
| 5                              | Carlo Re IMC                            | Apostolischer Vikar von Nyeri (Kenia)                        | 14. Dezember 1931 | 29. Dezember 1951 |
| 6                              | Jorge Manrique Hurtado                  | Weihbischof in La Paz (Bolivien)                             | 23. Februar 1952  | 28. Juli 1956     |
| 7                              | Celestin Bezmalinović OP                | Weihbischof in Hvar Koadjutorbischof von Hvar (Jugoslawien)  | 7. August 1956    | 6. Juni 1970      |
| 8                              | Mijo Škvorc SJ                          | Weihbischof in Zagreb (Jugoslawien)                          | 16. Juni 1970     | 15. Februar 1989  |
| 9                              | Marian Błażej Kruszyłowicz OFMConv      | Weihbischof in Stettin-Cammin (Polen)                        | 9. Dezember 1989  | 13. August 2025   |